# Hope Lange
Hope Elise Ross Lange (Redding, Connecticut, 28 de novembro de 1933 — Santa Mônica, 19 de dezembro de 2003) foi uma atriz de teatro, cinema e televisão dos Estados Unidos.
Na televisão, ficou mais conhecida como a "Sra. Muir" em The Ghost and Mrs. Muir (Nós e o fantasma) tendo ganho dois prêmios Emmy por seu papel na série . No cinema teve uma indicação ao Óscar de Melhor Atriz (coadjuvante/secundária) por seu papel em Peyton Place (A caldeira do diabo), de 1957.
Casou-se em 1956 com o ator Don Murray, com quem teve dois
filhos, Christopher e Patricia. Divorciou-se em 1961 e, em 1963, casou-se com o cineasta Alan J. Pakula.

## Principais filmes
- 1956 – Bus Stop (Nunca fui santa)
- 1957 – Peyton Place (A caldeira do diabo)
- 1957 - The True Story of Jesse James (Quem é Jesse James)
- 1958 – The Young Lions (Os deuses vencidos)
- 1959 – The Best of Everything (Sob o signo do sexo)
- 1961 – Wild in the Country (Coração rebelde)
- 1961 – Pocketful of Miracles (Dama por um dia)
- 1968 – The Love Bug (Se o meu fusca falasse)
- 1974 – Death Wish (Desejo de matar)
- 1985 - A Nightmare on Elm Street 2: Freddy's Revenge (A Hora do Pesadelo 2: A Vingança de Freddy)
- 1986 – Blue Velvet (Veludo azul)
- 1994 – Clear and Present Danger (Perigo real e imediato)
- 1995 – Just Cause (Justa causa)

## Séries de televisão
- 1968 / 1970 – The Ghost and Mrs. Muir (Nós e o fantasma)
- 1971 / 1974 – The New Dick Van Dyke Show